# Belvédère-Campomoro
Belvédère-Campomoro är en kommun i departementet Corse-du-Sud på ön Korsika i Frankrike. Kommunen ligger  i kantonen Sartène som tillhör arrondissementet Sartène. År 2022 hade Belvédère-Campomoro 195 invånare.

## Befolkningsutveckling
Antalet invånare i kommunen Belvédère-Campomoro
Referens:INSEE